# Music & Me
Music & Me là album hát đơn thứ ba của ca sĩ người Mỹ Michael Jackson, phát hành năm 1973 dưới nhãn hiệu Motown.

## Thông tin album
Album này phát hành trong khoảng thời gian chuyển tiếp đầy khó khăn của một cậu ca sĩ trẻ đang trong thời kỳ vỡ giọng và thay đổi phong cách nhạc. Chịu sự ảnh hưởng từ những ca sĩ khác cũng của hãng Motown như Marvin Gaye và Stevie Wonder, Jackson đã tỏ ý muốn đưa bài hát do chính anh sáng tác vào album. Tuy nhiên, hãng Motown đã quyết định không thực hiện điều này.
Dù trên bìa đĩa là hình Jackson đang đeo guitar thùng, ca sĩ này không hề chơi một nhạc cụ nào trong album và nhanh chóng biểu lộ thái độ thất vọng với cha của mình, Joe Jackson, người sau đó giúp thương lượng để đưa Michael và các anh em của mình trong vụ phá vỡ hợp đồng với Motown để phản đối.
Vì Jackson đang trong chuyến lưu diễn thế giới với các anh em của mình trong ban nhạc The Jackson 5, việc quảng bá cho album này rất hạn chế. Bài hát lại của Stevie Wonder, "With a Child's Heart", được phát hành đĩa đơn. Jackson phải mất hai năm sau mới cho ra mắt được album tiếp theo với giọng hát của một thanh niên có tên Forever, Michael.

## Danh sách bài hát
| STT | Nhan đề                                     | Sáng tác                                                | Thời lượng |
| --- | ------------------------------------------- | ------------------------------------------------------- | ---------- |
| 1.  | "With a Child's Heart"                      | Vicky Basemore, Henry Cosby, Sylvia Moy                 | 3:29       |
| 2.  | "Up Again"                                  | Freddie Perren, Yarian                                  | 2:50       |
| 3.  | "All the Things You Are"                    | Oscar Hammerstein II, Jerome Kern                       | 2:59       |
| 4.  | "Happy" (a theme from Lady Sings the Blues) | Michel Legrand, Smokey Robinson                         | 3:25       |
| 5.  | "Too Young"                                 | Sidney Lippman, Sylvia Dee                              | 3:38       |
| 6.  | "Doggin' Around"                            | Lena Agree                                              | 2:52       |
| 7.  | "Johnny Raven"                              | Billy Page                                              | 3:33       |
| 8.  | "Euphoria"                                  | Leon Ware, Hilliard                                     | 2:50       |
| 9.  | "Morning Glow"                              | Stephen Schwartz                                        | 3:37       |
| 10. | "Music and Me"                              | Mike Cannon, Don Fenceton, Mel Larson, Jerry Marcellino | 2:38       |

## Album tổng hợp
Music and Me thỉnh thoảng bị nhầm lẫn với album tổng hợp cùng tên của Michael Jackson, được Motown Records phats hành đầu thập niên 90. Album tổng hợp gồm tất cả những bài hát trong album (ngoại trừ "Doggin' Around"), cùng với một vài ca khúc từ Got to Be There, Ben, và Forever, Michael.

### Danh sách bài hát
1. Rockin' Robin
2. Johnny Raven
3. Shoo-Be-Doo-Be-Doo-Da-Day
4. Happy
5. Too Young
6. Up Again
7. With a Child's Heart
8. Ain't No Sunshine
9. Euphoria
10. Morning Glow
11. Music and Me
12. All The Things You Are (Listed as "All The Things You Are, Are Mine)
13. Cinderella Stay Awhile
14. We've Got Forever